# Parmena breuningi
Parmena breuningi är en skalbaggsart som beskrevs av Antonio Vives 1979. Parmena breuningi ingår i släktet Parmena och familjen långhorningar. Inga underarter finns listade i Catalogue of Life.